# Tunel Gór Kaskadowych
Tunel Gór Kaskadowych (ang. Cascade Tunnel) – tunel kolejowy w Górach Kaskadowych. 

## Historia
Pierwszy tunel gór kaskadowych został ukończony w 1900 roku. Natomiast w 1909 roku został zelektryfikowany. Obiekt miał długość 2,6 mili. Nowy tunel kaskadowy został otwarty w dniu 12 stycznia 1929 roku. Został poprowadzony pomiędzy miejscowościami Berne i Scenic. Długość budowli wynosi 7,8 mili. Natomiast w 1956 roku została zdemontowana elektryczna sieć trakcyjna w tunelu.